# Torres (Hiszpania)
Torres – gmina w Hiszpanii, w prowincji Jaén, w Andaluzji, o powierzchni 80,04 km². W 2011 roku gmina liczyła 1619 mieszkańców.